# بينينسيولا هونغ كونغ
بينينسيولا هونغ كونغ ((بالصينية: 香港半島酒店)), يقع في تسيم شا تسوي، كولون، هونغ كونغ، وهو الفندق المميز لمجموعة فنادق بينينسيولا، والتي هي جزء من مجموعة فنادق هونغ كونغ وشنغهاي المحدودة، هونغ كونغ ومجموعة فنادق شنغهاي، وافتتح في عام 1928، وهو أول فندق سمي باسم العلامة التجارية بينينسيولا التي بدات بالتوسع في عام 1994، يجمع الفندق العناصر القديمة والحديثة، وهو مميز بأسطوله الكبير من سيارات الرولز رويس المطلية برسم «الجزيرة الخضراء».

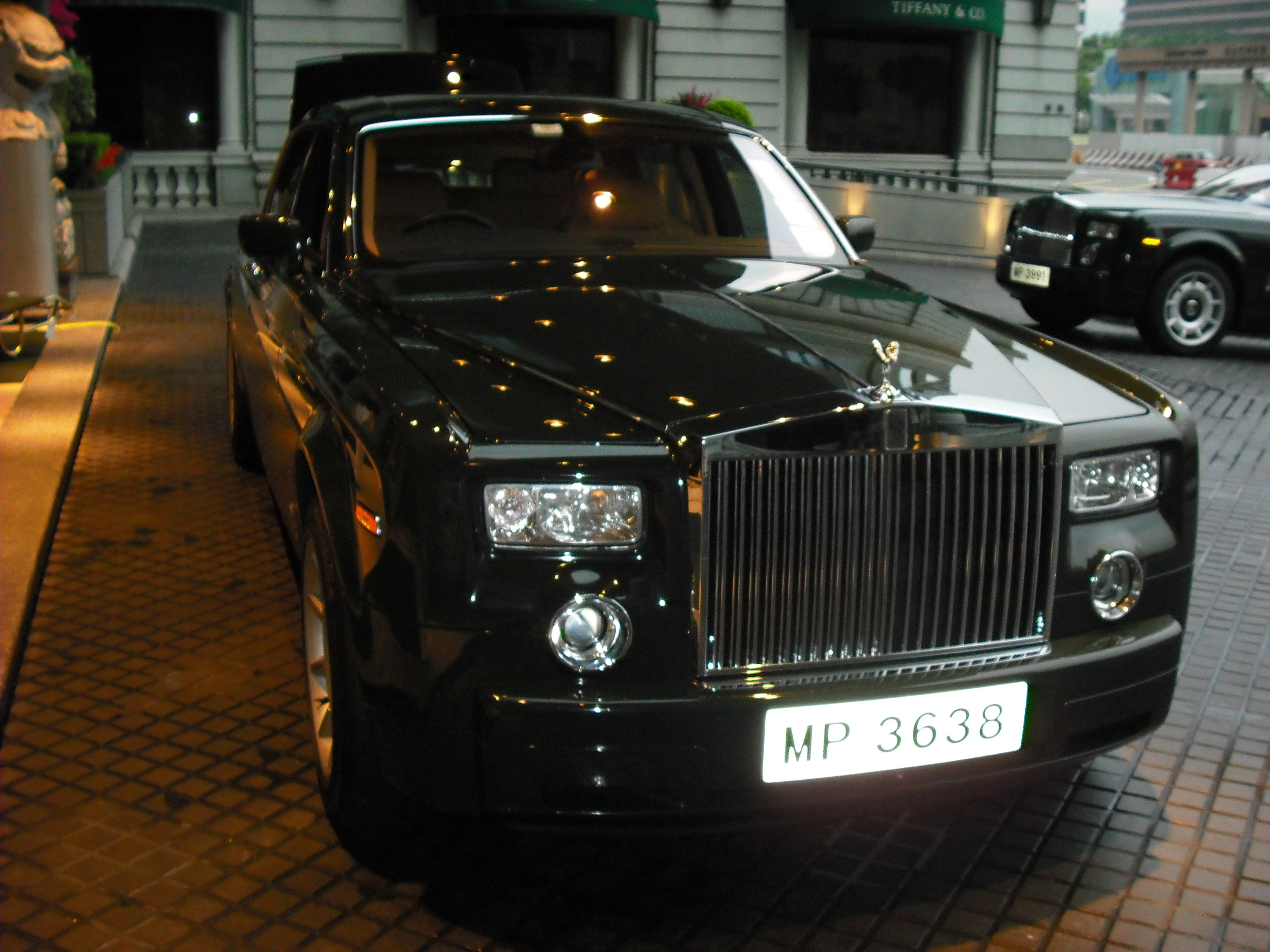
أسطول رولز رويس فانتوم

## روابط خارجية
- بينينسيولا هونغ كونغ الموقع الرسمي
- صور قديمة للفندق نسخة محفوظة 6 يوليو 2017 على موقع واي باك مشين.

‌